# Devika Rani

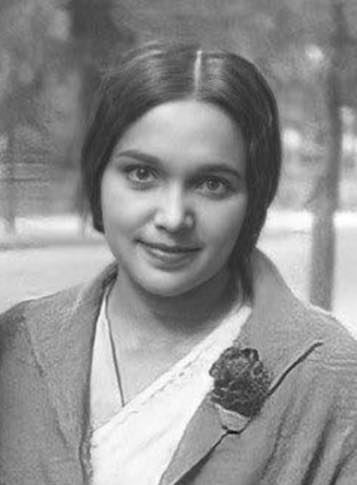
Devika Rani (1931)

Devika Rani (Hindi देविका रानी Devikā Rānī; * 30. März 1908 in Waltair, Andhra Pradesh; † 8. März 1994 in Bangalore, Karnataka; bürgerlicher Name: Devika Rani Choudhuri Roerich) war eine indische Filmschauspielerin und -produzentin. Sie gehört zu den Filmpionieren von Bollywood.

## Leben
In den 1920er Jahren ging sie nach London, um dort Architektur zu studieren. Dabei traf sie Himansu Rai und entwarf 1925 die Sets für dessen ersten Film Die Leuchte Asiens (Prem Sanyas) von Franz Osten, 1929 heirateten sie. Devika Rani übernahm die Hauptrolle in dem Film Karma (1933) und war fortan als Schauspielerin in den Produktionen ihres Mannes zu sehen. Im folgenden Jahr gingen sie zurück nach Indien und gründeten in Mumbai die Produktionsgesellschaft Bombay Talkies.
Ab 1935 produzierten sie Hindi-Filme, häufig unter der Regie von Osten und mit hohem technischem Niveau. Rani wurde gemeinsam mit Ashok Kumar seit Achhut Kanya (1936) zum Zugpferd von Bombay Talkies. Der Film traf bei Publikum wie Kritikern auf gleichermaßen überwältigende Resonanz.
Nach Himansu Rais Tod 1940 übernahm sie die Leitung der Filmproduktion. Bis 1943 trat sie noch selbst als Schauspielerin auf, danach übte sie nur noch organisatorische Aufgaben aus. Zu ihren Entdeckungen gehören die Schauspieler Dilip Kumar, Dev Anand und Guru Dutt.
Devika Rani heiratete 1945 in zweiter Ehe den russischen Maler Swjatoslaw Roerich, den Sohn von Nicholas und Helena Roerich, und wohnte bis zu ihrem Tod auf ihrem Landsitz bei Bangalore. Für ihre Verdienste um den indischen Film erhielt sie 1958 den Padma Shri und wurde 1970 mit dem allerersten Dadasaheb Phalke Award ausgezeichnet.

## Filmografie (Auswahl)
- 1933: Karma
- 1935: Leichtsinn der Jugend (Jawani Ki Hawa)
- 1936: Jeevan Naya
- 1936: Janmabhoomi
- 1936: Miya Bibi
- 1936: Mamta
- 1936: Achhut Kanya
- 1937: Izzat
- 1937: Savitri
- 1937: Jeevan Prabhat
- 1939: Durga
- 1941: Anjaan
- 1943: Hamari Baat